# Left Spine Down
Left Spine Down (également abrégé LSD, est un groupe de digital hardcore canadien, originaire de Vancouver, en Colombie-Britannique. Les membres jouent ce qu'ils appellent « cyberpunk », un mélange d'electronica, heavy metal, de punk rock et de drum and bass,, qui peut être décrit comme un genre de digital hardcore.

## Biographie
Le groupe publie son premier EP, Smartbomb, en juin 2007,. L'EP est produit par Chris Peterson (Front Line Assembly/Noise Unit). Leur premier album, Fighting for Voltage, est publié en avril 2008 au label Synthetic Sounds au Canada, et suivi par une tournée canadienne en son soutien. Le label Bit Riot Records reprend les droits de l'album Fighting for Voltage pour sa distribution aux États-Unis en septembre,.
Le 3 mars 2009, et encore une fois au label Synthetic Sounds, le groupe publie un deuxième album, intitulé Voltage 2.3: Remixed and Revisited. L'album comprend trois nouveaux morceaux ; Welcome to the Future et les reprises Territorial Pissings de Nirvana et She's Lost Control de Joy Division ; en plus de quelques remixes. En janvier 2011, leur quatrième clip, pour She's Lost Control, est diffusé sur MuchMusic au Canada.
Le groupe effectue une intense tournée nord-américaine avec Revolting Cocks, SNFU, 16 Volt et Chemlab, et ouvrent en concert pour des groupes comme The Birthday Massacre, Combichrist, DOA, Genitorturers et Front Line Assembly.
En mai 2011, Left Spine Down signe avec Metropolis Records. Ils publient un deuxième album, Caution, le 23 août 2011, qui est précédé par un nouveau single et clip du morceau X-Ray,,,. L'album est produit par Dave « Rave » Ogilvie et fait participer le groupe comme quatuor, comparé aux précédents albums qui le faisaient participer comme sextuor,. À la fin 2011, ohGr, projet parallèle du chanteur des Skinny Puppy, Nivek Ogre, annonce une tournée nord-américaine comprenant neuf dates avec Left Spine Down,.
En 2012, My Life with the Thrill Kill Kult annonce un tournée spéciale 25 ans avec 30 dates américaines aux côtés de Left Spine Down,.

## Membres

### Membres actuels
- kAINE D3L4Y - chant
- Matt Girvan - guitare
- Galen Waling - batterie

### Anciens membres
- Jeremy Inkel - claviers, programmation (décédé)
- Denyss McKnight - basse
- Jared Slingerland - guitare, programmation
- Tim Hagberg - batterie
- Frank George Valoczy (Comrade Skveltš) - claviers, programmation

## Discographie

### Albums studio
- 2007 : Smartbomb EP (Synthetic Sounds)
- 2008 : Fighting for Voltage (Synthetic Sounds, Bit Riot Records)
- 2009 : Voltage 2.3: Remixed and Revisited (Synthetic Sounds)
- 2009 : Smartbomb 2.3: The Underground Mixes (Synthetic Sounds)
- 2009 : Fighting for Voltage/Voltage 2.3 Double Disc Deluxe Edition (Europe) (Synthetic Sounds)
- 2011 : Caution (Metropolis Records)

### Clips
- 2009 : Last Daze
- 2009 : Reset
- 2009 : Welcome to the Future
- 2010 : She's Lost Control
- 2011 : X-Ray